# Dixonius taoi
Thằn lằn lá Tạo hay Thằn lằn chân ngón Tạo (Danh pháp khoa học: Dixonius taoi) là một loài thuộc chi Dixonius, phân họ Gekkoninae, họ Gekkonidae, bộ Squamata, lớp Reptilia tìm thấy ở đảo Phú Quý, tỉnh Bình Thuận, Việt Nam, công bố trên tạp Zootaxa 4040 (1): 048–058 ngày 9/11/2015.

## Đặc điểm
Tên loài D. taoi được đặt theo tên của nhà nghiên cứu Nguyễn Thiên Tạo nhằm vinh danh những đóng góp to lớn của ông trong lĩnh vực nghiên cứu bò sát, lưỡng cư ở Việt Nam.
Loài mới dài khoảng 44mm, có 7-8 vảy môi trên, 11-12 hàng u lồi quanh giữa thân, 21-23 hàng vảy bụng. Thân màu nâu với những đốm vàng xếp thành hai hàng chạy song song dọc hai bên sườn, lưng có nhiều vệt nâu sẫm tạo thành hình mạng lưới. Loài bò sát kiếm ăn đêm này thường sống ở rừng sát biển và khu vực đất nông nghiệp thấp, nơi có nhiều lớp đá mặt bị nước cuốn tạo nên bề mặt nhẵn. Đôi lúc, chúng nằm lẫn trong đám lá khô ở rừng. Thức ăn của loài là côn trùng sống trong khu vực.